# Jelena Wladimirowna Kotulskaja
Jelena Wladimirowna Kotulskaja (russisch Елена Владимировна Котульская, engl. Transkription Elena Kotulskaya; * 8. August 1988 in Moskau, RSFSR, Sowjetunion als Jelena Kofanowa russisch Кофанова, englisch Kofanova) ist eine ehemalige russische Mittelstreckenläuferin, die sich auf die 800-Meter-Distanz spezialisiert hat. Ihren größten Erfolg feierte sie mit dem Vizehalleneuropameistertitel über 800 Meter im Jahr 2013 in Göteborg.

## Sportliche Laufbahn
Erste internationale Erfahrungen sammelte Jelena Kotulskaja im Jahr 2007, als sie bei den Junioreneuropameisterschaften in Hengelo mit 2:05,92 min in der ersten Runde im 800-Meter-Lauf ausschied. 2009 siegte sie in 1:58,94 min bei den U23-Europameisterschaften in Kaunas und schied dann bei den Weltmeisterschaften in Berlin mit 2:02,02 min im Halbfinale aus. 2011 gewann sie bei der Sommer-Universiade in Shenzhen in 1:59,94 min die Silbermedaille hinter der Ukrainerin Olha Sawhorodnja und im Jahr darauf belegte sie bei den Hallenweltmeisterschaften in Istanbul in 2:00,67 min den fünften Platz. Im Juli siegte sie in 1:58,41 min beim Herculis in Monaco und anschließend wurde sie bei der Athletissima in Lausanne in 1:58,36 min Zweite. 2013 gewann sie bei den Halleneuropameisterschaften in Göteborg in 2:00,98 min die Silbermedaille hinter der Ukrainerin Natalija Lupu und belegte im Sommer bei den Studentenweltspielen in Kasan in 2:00,35 min den fünften Platz. Im August schied sie dann bei den Weltmeisterschaften in Moskau mit 2:01,75 min im Semifinale aus. 
2013 wurde Kotulskaja russische Meisterin im 800-Meter-Lauf im Freien sowie 2012 und 2013 in der Halle. Zudem wurde sie in den Jahren von 2010 bis 2013 auch Hallenmeisterin in der 4-mal-800-Meter-Staffel.
2019 beendete sie dann ihre aktive sportliche Karriere im Alter von 31 Jahren.

## Persönliche Bestzeiten
- 800 Meter: 1:57,77 min, 3. Juli 2012 in Tscheboksary
  - 800 Meter (Halle): 1:59,63 min, 22. Februar 2012 in Moskau